# Гермополіс
Хемену (копт. Шмун; грец. Ερμουπόλις μεγάλη — Гермополіс Мегале; лат. Hermopolis Magna — Гермополіс, Гермополь і Ермополь) — місто в Стародавньому Єгипті, один з головних релігійних центрів. Головний центр культу Тота.
Знаходиться поблизу сучасного міста Аль-Ашмунін в Міньї.
Мав свою релігійну космогонію і міфологію.